# シクロデカン
シクロデカン（英語、cyclodecane）とは、十員環を持ったシクロアルカン（環状炭化水素）の1種である。消防法による第4類危険物 第2石油類に該当する。

## 性質
シクロデカンは、分子式C10H20、分子量140.27の十員環のシクロアルカンであり、これは結合角ひずみが少ないため、直鎖状のアルカンと同程度の反応性しか持たない（例えば、結合角ひずみが特に大きいことで知られる三員環のシクロプロパンのような反応性は持たない）

。
ただし、シクロデカンが全く結合角ひずみを持たないという意味ではない。
シクロデカンの常圧における融点は9.6℃

。
沸点は201℃。
常温常圧においては無色の液体として存在する。
4℃の水を標準物質とした時の、20℃におけるシクロデカンの比重は0.8575。
ナトリウムのD線に対する、20℃におけるシクロデカンの屈折率は1.4714。
なお、結晶化させた時は、無色の結晶となる。

## 合成法
シクロデカンはデカヒドロナフタレン（別名デカリン

）を出発物質として、次のような手順で合成することができる。
1. デカヒドロナフタレンをオゾンによって酸化。その後分子内脱水。さらにこれをオゾンで再び酸化することによって、シクロデカン-1,6-ジオンを得る[4]。 [注釈 1]
2. シクロデカン-1,6-ジオンが持つ2つのカルボニル基を還元することによってシクロデカンを得る[3][4]。

## その他
シクロデカンのCAS登録番号は、297-62-2である。